# کراس ویلج (میشیگان)
کراس ویلج (به انگلیسی: Cross Village) یک منطقهٔ مسکونی در ایالات متحده آمریکا است که در Cross Village Township واقع شده‌است. کراس ویلج ۱٫۹ کیلومتر مربع مساحت و ۹۳ نفر جمعیت دارد و ۲۰۳٫۵ متر بالاتر از سطح دریا واقع شده‌است.